# ウィキメディア・エンタープライズ

ウィキメディア・エンタープライズのロゴ

ウィキメディア・エンタープライズ (英語: Wikimedia Enterprise) は、ウィキペディアを含むウィキメディア・プロジェクトのデータを、より使いやすい形で、ただし有料で提供する、ウィキメディア財団の商業部門である。
これにより顧客は、ウェブAPI、特定の瞬間のデータ・スナップショット、ストリーム・プロセッシングなど、様々なフォーマットで大量のデータを取得することができる。しかし無料で使いたい組織や企業は、従来通りウィキペディアの「生の」データを使うことになる。
この創設は2021年3月に発表された 。そして部門は2021年10月26日に開始した。
グーグルとインターネットアーカイブは最初の顧客である。グーグルとウィキメディア財団との契約金額は公表されていない。しかしインターネットアーカイブはこのサービスに対価を支払っていない。